# PP-91
PP-91"ケダール"(PP-91 KEDR)は、ロシア製の短機関銃。主にロシア内務省の特殊部隊で使用される短機関銃である。

## 概要
1970年代に、エフゲニー・ドラグノフ(Yevgeny Dragunov)によってPP-71短機関銃が開発された。
PP-71は量産されることがなかったものの、1990年代、対テロ作戦におけるCQBに対応するため、PP-71を原型としたPP-91が開発・量産された。
PP-91はロシア内務省の特別任務民警支隊(OMON)や法務部特殊部隊(クレチェット)、ロシア連邦保安庁(FSB)の対テロ特殊部隊であるアルファ部隊のほか、警護要員にも配備されている。

## モデル
PP-71
試作モデル。
PP-91
9x18mm PMを使用。現行モデル。
PP-9 "クリン"
9mm×18 PMM弾を使用。
KSO-9 "クレチェット"
9x19mm弾を使用。民間用に販売されたセミオート射撃限定のカービン銃